# Alexandra Pelosi
Alexandra C. Pelosi, född 5 oktober 1970 i San Francisco, Kalifornien, är en amerikansk journalist, dokumentärfilmare och författare. Hon är dotter till politikern Nancy Pelosi.
Alexandra Pelosi har gjort flera uppmärksammade dokumentärfilmer bland annat från de senaste årens presidentvaljskampanjer, samt en dokumentär om den skandalomsusade pastorn Ted Haggard som följer honom och hans familj efter att han blivit utesluten ur sin kyrka.